# 24409 Caninquinn
24409 Caninquinn (tên chỉ định: 2000 AH235) là một tiểu hành tinh vành đai chính. Nó được phát hiện bởi dự án Nghiên cứu tiểu hành tinh gần Trái Đất Lincoln ở Socorro, New Mexico, ngày 5 tháng 1 năm 2000. Nó được đặt theo tên Canin Quinn Christell, an American homeschooled student whose electrical và mechanical engineering project won second place ở the 2008 Giải thưởng Khoa học và Kỹ thuật Intel.